# J. D. McDuffie

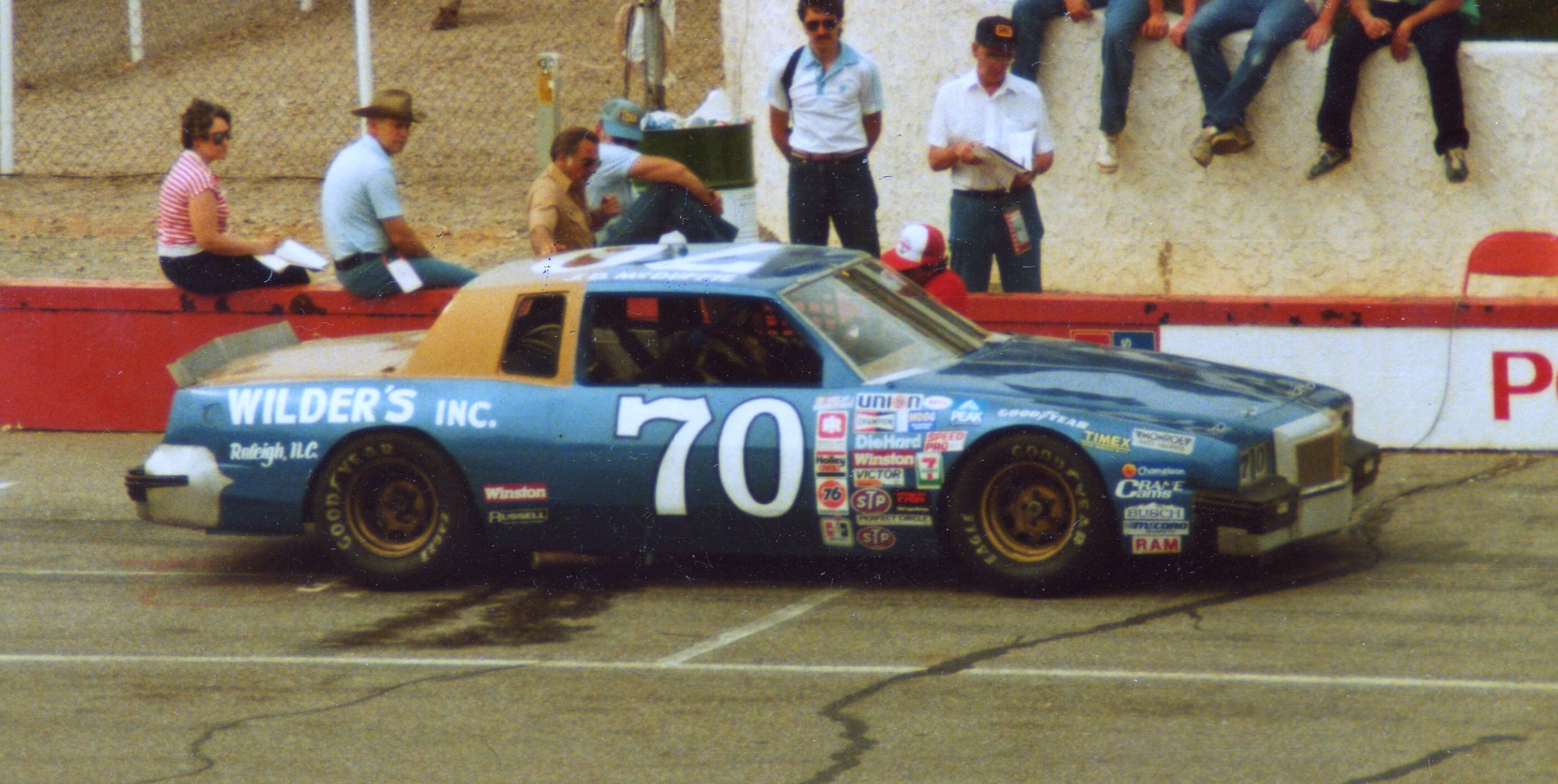
NASCAR von J. D. McDuffie, 1984

John Delphus McDuffie Jr. (* 5. Dezember 1938 in Upper Little River Township, North Carolina; † 11. August 1991 in Watkins Glen, New York) war ein US-amerikanischer Automobilrennfahrer.
Er bestritt die NASCAR-Winston-Cup-Series von 1963 bis 1991 und sammelte insgesamt 106 Top-10-Platzierungen (darunter zwölf in den Top 5) ein, zudem hält er den Rekord in der höchsten NASCAR-Division an Renneinsätzen, ohne einen davon gewonnen zu haben, mit 653. Er kam in einem Rennunfall im Budweiser at The Glen 1991 auf dem Watkins Glen International ums Leben.

## Karriere
McDuffie begann seine Motorsportkarriere auf Dirt-Tracks. 1963 fuhr der damals 24-jährige seine ersten Rennen in der höchsten NASCAR-Division, damals noch unter dem Namen Grand National Series bekannt, auf einem privat eingesetzten Ford Galaxie und fuhr bei zwölf Einsätzen dreimal in die Top 10. Das reichte für ihn, um die Saison als 48. abzuschließen.
Erst 1966 bestritt McDuffie seine nächsten NASCAR-Rennen. Er nahm in diesem Jahr an 36 Saisonrennen teil und beendete neun davon in den Top 10, zudem fuhr er auf dem Piedmont Interstate Fairgrounds erstmals in die Top 5, was für Gesamtrang 27 reichte. Nachdem er 1967 nur ein Rennen bestritten hatte, startete er 1968 wieder regelmäßig, diesmal auf einem Buick Skylark. Er verbesserte sich auf den 24. Rang. 1969 startete er sogar bei 50 von 54 Rennen und steigerte sich noch einmal deutlich auf Rang 14. Im Verlauf der Jahre sollte McDuffie mehrfach das Fahrzeug wechseln, außer auf Ford und Buick startete er auf Chevrolet, Plymouth, Mercury, Dodge, Oldsmobile und in seinen letzten sechs Jahren Pontiac.
Seine beste Platzierung fuhr McDuffie 1971 als Dritter auf dem Albany-Saratoga Speedway ein. Im selben Jahr konnte er auch seine ersten Führungsrunden einfahren und als Neunter seine beste Gesamtplatzierung erzielen. Dies war zudem das letzte Jahr der Grand National Series, im Folgejahr wurde die Serie in NASCAR Winston Cup Series umbenannt, seine Leistungen beeinflusste dies jedoch nicht. Im Verlauf der Jahre allerdings wurde McDuffie häufig von technischen und finanziellen Problemen eingebremst und während seiner gesamten Karriere sollte es ihm nicht gelingen, ein Rennen auf derselben Runde wie dem Sieger zu beenden, er zählte allerdings neben James Hylton, Cecil Gordon und Dave Marcis zu den besten Independent-Fahrern. Zudem bestritt auch sein Bruder Glenn 1975 und 1976 einige Rennen für McDuffies Team, jedoch völlig ohne Erfolg.
Seine beste Platzierung beim Daytona 500 gelang J. D. McDuffie im Jahre 1976 als Siebter. 1978 fuhr er auf dem Dover International Speedway seine einzige Pole-Position ein, wurde jedoch nur 33. im Rennen. Im Folgejahr fuhr er auf dem Fairgrounds Speedway letztmals in die Top 5 und führte auf dem Nashville Speedway sogar 111 Runden, kam schlussendlich jedoch mit zwei Runden Rückstand auf Sieger Cale Yarborough als Fünfter ins Ziel.
Danach sollte es nur noch bergab für McDuffie gehen. 1980 gelang es ihm nicht, sich für das Daytona 500 zu qualifizieren und er verpasste damit erstmals seit Ende 1972 bei einem NASCAR-Rennen die Qualifikation. Beim Subway 500 1982 fuhr McDuffie zum letzten Mal in die Top 10, im Folgejahr verpasste er als 26. zum ersten Mal seit 1968 die Top 20 der Gesamtwertung. Seine besten Zeiten waren lange vorbei, vor allem, da die Spitzenteams immer moderner wurden, während McDuffie, im Gegensatz zu weniger schwachen Independent-Piloten wie Alan Kulwicki, meist gebrauchte Teile nehmen musste. Dennoch war er nach wie vor der beliebteste Independent-Fahrer im Feld und er machte auch in Interviews klar, dass es ihm mehr um den Spaß als auch um die Erfolge ging. Zudem fuhr auch sein Sohn Jeff zur selben Zeiten einige Rennen, allerdings ebenfalls mit sehr mäßigem Erfolg. McDuffie selbst bestritt zwischen 1982 und 1984 elf Rennen in der neuen Busch Series und fuhr bei seinem letzten Start 1984 auf dem Charlotte Motor Speedway als Achter in die Top 10.
1988 zog er sich bei einem Unfall auf dem Daytona 500 Verbrennungen zweiten und dritten Grades zu, da er ohne Handschuhe gefahren war, die ihm vor dem Rennen jemand gestohlen hatte. Dennoch bremste ihn auch dieser Unfall nicht ein.
1991 verkündete er, sich langsam als Fahrer zurückzuziehen und in Zukunft langsam nur noch als Besitzer in Erscheinung zu treten. Ab September sollte Marty Burke sein erstes Rennen für sein Team fahren. Doch dazu kam es nicht. Auf dem Watkins Glen International verunglückte McDuffie schwer, als er mit seinem Pontiac Grand Prix mit Jimmy Means kollidierte. Sein Wagen hob ab und blieb auf dem Dach liegen. Er erlag noch vor dem Neustart im Krankenhaus seinen schweren Verletzungen.
Er hinterließ seine Frau Jeanne und seine Kinder Jeff und Linda.